# リュドミラ・パイドゥシャーコヴァー
リュドミラ・パイドゥシャーコヴァー（Ľudmila Pajdušáková、1916年6月29日 – 1979年10月6日）は、スロバキアの女性天文学者。

## 人物
太陽天文学の専門家である一方、多くの彗星を発見した。その中には、周期彗星の45P/本田・ムルコス・パイドゥシャーコヴァー彗星や非周期彗星の C/1946 K1 (Pajdušáková-Rotbart-Weber)、C/1948 E1 (Pajdušáková-Mrkos)、C/1951 C1 (Pajdušáková) と C/1953 X1 (Pajdušáková) が含まれる。
スカルナテ・プレソ天文台で観測を行い、1958年から1979年まで3代目の天文台長を務めた。小惑星 (3636) パイドゥシャーコヴァーは彼女から命名された。
信頼できる評伝に記載はないが、パイドゥシャーコヴァーはアントニーン・ムルコスと結婚していたと考えられている。1951年の文献にリーランド・カニンガムが "Miss Pajdušáková (Mrs. Mrkos)"と紹介し、1956年の著書の著者名は Ľudmila Mrkosová-Pajdušákováとなっており、1952年頃から1958年の間の多くの論文はその名前で発表された。